# حق‌العمل سرمایه‌گذاری
حق‌العمل سرمایه گذاری(Churning) شیوه اجرای معاملات برای یک حساب سرمایه‌گذاری است به وسیلهٔ فروشنده یا کارگزار به منظور گرفتن حق‌العمل از حساب. این یک نقض در قانون اوراق بهادار در بسیاری از حوزه‌های قضایی است و به‌طور کلی توسط دارنده حساب قابل پیگیری برای بازگشت این مبلغ است.